# Votación cuadrática
La votación cuadrática es un procedimiento de toma de decisiones colectivas en el cual los ciudadanos pueden comprar votos para expresar sus preferencias. Al hacerlo, la votación cuadrática ayuda a los usuarios a abordar los problemas como la paradoja de Condorcet y la regla de la mayoría, problemas que tiene como objetivo combatir. Según sus creadores, Steven P. Lalley y Glen Weyl, la votación cuadrática logra el mayor bien posible para el mayor número de miembros del grupo. Al permitir que los individuos paguen por un  número de votos basado en el crédito que tiene cada votante de acuerdo a los votos comprados, este proceso de votación puede mostrar qué políticas particulares tienen más importancia en comparación con aquellas con una menor proporción de créditos de votantes. La votación cuadrática (también abreviada como QV) exhibe potencial para reajustar la estructura actual de las democracias existentes en colaboración con el nivel de conocimiento e inversión de un individuo en una decisión.

## Historia
Durante el proceso de creación del voto cuadrático, este sistema fue pensado como una nueva herramienta para la democracia.Se probó por primera vez con el comité demócrata de la Cámara de Representantes de Colorado en abril de 2019. La votación cuadrática fue creada por el profesor Steven Lalley del Departamento de Estadística de la Universidad de Chicago y Glen Weyl, director de tecnología de Microsoft, economista político y tecnólogo Social. Sus intenciones eran construir tecnologías sociales más explícitamente relevantes y actualizadas para adaptarse a la riqueza del clima político diverso. El objetivo principal de ambos era juzgar si las preferencias de las minorías tenían peso significativo en comparación con las preferencias más débiles de la mayoría. Aunque el concepto y los mecanismos aún son jóvenes, se publicaron recientemente en 2018, el sistema se puede mejorar a medida que más gobiernos políticos comienzan a adaptar y acumular los procesos de votación cuadráticos. Los gobiernos también podrían utilizar la Cámara de Representantes de Colorado como punto de referencia para implementar el sistema en el futuro cercano.
Durante la concepción de la votación cuadrática, Lalley y Weyl pusieron énfasis en tres facetas principales de los procedimientos de votación tradicionales que potencialmente se podrían abordar e incorporar:
1. Votación por primera vez: El mecanismo de votación por primera vez (FPTP) se encuentra con mayor frecuencia en países como el Reino Unido o con influencia británica, como India y los Estados Unidos. En este procedimiento de votación, el candidato que gana más votos es el candidato elegido.[11] Aquellos que se postularon para más de un puesto serían responsables de decidir a qué distrito representarían. De lo contrario, los escaños vacantes restantes se elegirían mediante elecciones parciales.
2. Voto de elección clasificada: En este sistema de votación (también conocido como sistema de votación de segunda vuelta instantánea), los votantes tienen la capacidad de colocar individualmente sus preferencias en candidatos específicos y clasificarlos en orden de relevancia. Si un candidato gana el voto mayoritario, entonces es el candidato ganador. Sin embargo, si no hay ningún candidato que gane la mayoría de los votos de primera preferencia, el candidato con menos votos de primera preferencia se elimina de los procesos de votación.[12]
3. Voto proporcional: También conocido como representación proporcional, estos sistemas electorales se estructuran en función del porcentaje de los votos totales recibidos. En efecto, el porcentaje de votos sugiere que el porcentaje particular es también la proporción de escaños ganados.[13]

Todas estas facetas se consideraron en la creación de la votación cuadrática para garantizar sus objetivos individuales, y continúan influyendo en la estructura general actual. Desde la década de 1980 hasta la época contemporánea los mecanismos de votación se han transformado mediante la digitalización, tendiendo hacia una nueva dirección de grabación directa electrónica (DRE) y escaneos ópticos.

## Mecanismo
La votación cuadrática se basa en los principios del mercado, donde cada votante recibe un presupuesto de créditos para votar que puede gastar con el fin de influir en el resultado de una variedad de decisiones. Si un participante tiene una fuerte preferencia a favor o en contra de una decisión específica, podrá asignar votos adicionales para demostrar proporcionalmente sus preferencias. Una regla de fijación de precios de voto determina el costo de los votos adicionales, volviendo a cada voto proporcionalmente más caro. Al aumentar los costos de crédito de los votantes, se pueden ver las preferencias e intereses de un individuo con respecto a la decisión particular. Este dinero finalmente se devuelve a los votantes en función de la tasa per cápita. Tanto Weyl como Lalley realizaron investigaciones para demostrar que esta política de toma de decisiones incrementa su eficiencia a medida que aumenta el número de votantes. La fórmula simplificada sobre cómo funciona la votación cuadrática le cuesta al votante = (número de votos) ^ 2.
La naturaleza cuadrática de la votación sugiere que un votante puede usar sus votos de manera más eficiente al distribuirlos entre muchos temas. Por ejemplo, un votante con un presupuesto de 16 créditos de voto puede aplicar 1 crédito de voto a cada uno de los 16 temas. Sin embargo, si el individuo tiene pasión o un sentimiento más fuerte sobre un tema, podría asignar 4 votos, a un costo de 16 créditos, al tema singular, utilizando efectivamente todo su presupuesto. Este mecanismo demuestra que existe un gran incentivo para comprar y vender votos, o para intercambiar votos. El uso de este sistema de votación anónima brinda protección de identidad contra la compra o el intercambio de votos, ya que estos intercambios no pueden ser verificados por el comprador o comerciante.

## Aplicaciones Contemporáneas
El comité demócrata de la Cámara de Representantes de Colorado realizó una experimentación con este método en abril de 2019. Los legisladores lo utilizaron para decidir sobre sus prioridades legislativas para los próximos dos años, seleccionando entre 107 posibles proyectos de ley. A cada miembro se le otorgaron 100 tokens virtuales que les permitirían poner 9 votos en un proyecto de ley (ya que 81 tokens virtuales representaban 9 votos para un proyecto de ley) y 3 votos en otro proyecto de ley o 5 votos cada uno (25 tokens virtuales) en 4 proyectos de ley diferentes . Al final, el ganador fue el proyecto de ley 85 del Senado, la Ley de igualdad de remuneración por igual trabajo, con un total de 60 votos. En esta demostración de votación cuadrática, ningún representante gastó las 100 fichas en un solo proyecto de ley, y hubo una delineación entre los temas de discusión que fueron los favoritos y los que no fueron evaluados. La interfaz de la computadora y la estructura sistemática fueron aportadas por Democracy Earth, que es una plataforma de democracia líquida de código abierto para fomentar la transparencia gubernamental. Los resultados de este experimento tienen potencial para futuras consultas, como a través de EximChain, que es una plataforma centrada en redes de blockchain escalables para una mayor comunicación pública. Además de la Cámara de Representantes de Colorado, el proceso de Gobierno Conozca a su Cliente se integra junto con la votación cuadrática para crear controles de identidad y verificar las preferencias de cada votante individual durante el proceso electoral.